# Milesisches System
Das Milesische System ist ein Zahlensystem, das im antiken Griechenland sowie in Byzanz verwendet wurde. Es wird auch als „alphabetisches Zahlensystem“ bezeichnet. Es teilt das Alphabet in drei Gruppen von je neun Zeichen für die Darstellung der Einer, der Zehner und der Hunderter ein. Erst im 14. Jahrhundert wurde es im byzantinischen Reich durch das indisch-arabische Zahlensystem abgelöst. Letzteres setzte sich – vor allem durch die Arbeit von Adam Ries – schließlich auch gegen das römische Zahlensystem durch.
| Zahlenwerte   | Zahlenwerte | Zahlenwerte | Zahlenwerte | Zahlenwerte | Zahlenwerte |
| hebräisch     | hebräisch   | Wert        | griechisch  | griechisch  |             |
| ------------- | ----------- | ----------- | ----------- | ----------- | ----------- |
| Aleph         | א           | 1           | Alpha       | α           |             |
| Beth          | ב           | 2           | Beta        | β           |             |
| Gimel         | ג           | 3           | Gamma       | γ           |             |
| Daleth        | ד           | 4           | Delta       | δ           |             |
| He            | ה           | 5           | Epsilon     | ε           |             |
| Waw           | ו           | 6           | Digamma     | ϝ           |             |
| Zajin         | ז           | 7           | Zeta        | ζ           |             |
| Chet          | ח           | 8           | Eta         | η           |             |
| Tet           | ט           | 9           | Theta       | θ           |             |
| Jod           | י           | 10          | Iota        | ι           |             |
| Kaph          | כ           | 20          | Kappa       | κ           |             |
| Lamed         | ל           | 30          | Lambda      | λ           |             |
| Mem           | מ           | 40          | My          | μ           |             |
| Nun           | נ           | 50          | Ny          | ν           |             |
| Samech        | ס           | 60          | Xi          | ξ           |             |
| Ajin          | ע           | 70          | Omikron     | ο           |             |
| Pe            | פ           | 80          | Pi          | π           |             |
| Tzade         | צ           | 90          | Qoppa       | ϟ           |             |
| Koph          | ק           | 100         | Rho         | ρ           |             |
| Resch         | ר           | 200         | Sigma       | σ           |             |
| Schin         | ש           | 300         | Tau         | τ           |             |
| Taw           | ת           | 400         | Ypsilon     | υ           |             |
| Kaph (final)  | ך           | 500         | Phi         | φ           |             |
| Mem (final)   | ם           | 600         | Chi         | χ           |             |
| Nun (final)   | ן           | 700         | Psi         | ψ           |             |
| Pe (final)    | ף           | 800         | Omega       | ω           |             |
| Tzade (final) | ץ           | 900         | Sampi       | ϡ           |             |

## Griechenland
Seit Mitte des 3. Jahrtausends v. Chr. sind die sogenannten hieratischen Zahlen bezeugt. Es handelte sich dabei um die Zusammenziehungen der noch älteren, analogen Darstellung der ägyptischen Hieroglyphenzahlen. In ihrer ursprünglichen Form wurde beispielsweise die Zahl 397 als drei Kringelchen (dreihundert) plus neun Bögchen (neunzig) und sieben Striche dargestellt. Jede einzelne Stelle war zunächst separat, wurde aber später zu einem Zeichen, einer Ziffer, zusammengezogen. Diese Ziffern wurden zum Beispiel auch im Rhind-Papyrus verwendet.
Die demotische Schrift vereinfachte die Ziffern nochmals. Mitte des 4. Jahrhunderts v. Chr. kamen die Griechen auf die Idee, die ersten drei der aus jeweils neun Ziffern bestehenden hieratisch-demotischen Zahlenreihen durch die Buchstaben ihres eigenen Alphabets zu ersetzen. Seither spricht man vom „alphabetischen Zahlensystem“. Es teilt das Alphabet in drei Gruppen von je neun Zeichen für die Darstellung der Einer, der Zehner und der Hunderter.
Um die hierfür benötigte Gesamtzahl von 3 × 9 = 27 Zeichen zur Verfügung zu haben, wurden zum Zweck der Zahlendarstellung drei alte Buchstaben, die im klassischen griechischen Alphabet nicht mehr vorkommen, als Vorbild für drei neue Zeichen benutzt.
- 6 = Ϝ, Digamma – Es entspricht dem lateinischen F. Als Minuskel wird die Wortende-Variante des Sigmas (ς) zusammen mit einem Tau (τ) als Ligatur (ϛ) verwendet, die auch als Stigma gedeutet wird. In heutigen Druckwerken wird meistens die Buchstabenkombination sigma-tau (στ) verwendet.
- 90 = Ϙ/Ϟ, Qoppa oder Koppa – Das ist das alte Qoph und entspricht dem lateinischen Q. Ursprünglich geschrieben in der Form Ϙ (Minuskel ϙ), später vor allem in der Schreibform Ϟ (Minuskel ϟ).
- 900 = Ϡ, Tsampi oder Sampi – Das entspricht dem phönizischen Sade (San) sowie dem hebräischen Tzade; Minuskel ϡ.

Während Ϝ und Ϙ/Ϟ ihren ursprünglichen Platz im Alphabet einnehmen, wurde das alte San oder Tzade, das eigentlich zwischen Π und Ϙ steht, als Tsampi auf den letzten Platz gesetzt.
Mit diesen 27 Zeichen und den ihnen fest zugeordneten Zahlwerten ließen sich durch additive Verbindung von Einern, Zehnern und Hundertern bereits die Zahlen 1 bis 999 schreiben, also 8 = η (Eta), 88 = πη (Pi + Eta = 80 + 8), 318 = τιη (Tau + Iota + Eta = 300 + 10 + 8). Ein Zeichen für die Null gab es nicht und war für die Zwecke der Zahlschreibung auch nicht erforderlich, indem man etwa 200 = σ (Sigma), 202 = σβ (Sigma + Beta = 200 + 2), 220 = σκ (Sigma + Kappa = 200 + 20) schrieb.
Um die Zahlen im Schriftbild von Wörtern zu unterscheiden, wurden erstere in den Handschriften meist mit einem Strich überschrieben, beispielsweise τι = 310, während sich hierfür im Zeitalter des Buchdrucks ein apostroph-artiges Zeichen eingebürgert hat, das hinter der Zahlzeichenreihe gesetzt wird:  ʹ  (δεξιά κεραία dexia keréa „rechter Strich“), in Unicode U+0374. Ist die Identität als Zahl aber klar, wird darauf manchmal auch verzichtet.
Auch die Zahlen zwischen 1000 und 9999 können dargestellt werden: Dazu wurde der erste Zahlbuchstabe durch Hinzufügung eines diakritischen Zeichens mit Tausend multipliziert. Handschriftlich verwendet man meist ein Zeichen, das in Form eines kleinen nach links offenen Hakens links unten vor der Ziffer steht. Im Buchdruck hat sich dafür ein tiefgestellter Apostroph durchgesetzt:  ͵  (αριστερή κεραία aristerí keréa „linker Strich“), in Unicode U+0375.
| α    | β    | γ    | δ    | ε    | ϛ    | ζ    | η    | θ    |
| ---- | ---- | ---- | ---- | ---- | ---- | ---- | ---- | ---- |
| 1    | 2    | 3    | 4    | 5    | 6    | 7    | 8    | 9    |
| ι    | κ    | λ    | μ    | ν    | ξ    | ο    | π    | ϟ    |
| 10   | 20   | 30   | 40   | 50   | 60   | 70   | 80   | 90   |
| ρ    | σ    | τ    | υ    | φ    | χ    | ψ    | ω    | ϡ    |
| 100  | 200  | 300  | 400  | 500  | 600  | 700  | 800  | 900  |
| ͵α   | ͵β   | ͵γ   | ͵δ   | ͵ε   | ͵ϛ   | ͵ζ   | ͵η   | ͵θ   |
| 1000 | 2000 | 3000 | 4000 | 5000 | 6000 | 7000 | 8000 | 9000 |

## Hebräische Zahlschrift
Auch die Hebräische Zahlschrift verwendet dieses System. Die Ähnlichkeiten in der Bezeichnung der Buchstaben und die weitgehende Übereinstimmung bei den Zahlenwerten erklären sich teilweise durch den gemeinsamen Ursprung des griechischen und des hebräischen Alphabets in der phönizischen Schrift.

## Andere Verwendung
Bis in die heutige Zeit wird das Milesische System in der Zahlensymbolik, insbesondere in der Gematrie verwendet. Die Forschung nimmt an, dass diese Verwendung vor allem auf griechische Einflüsse zurückgeht, da die pythagoreische Zahlenmystik weit verbreitet war. Dabei gibt es verschiedene Entwicklungsströmungen auch in der Kabbalistik bis hin zur hermetischen Kabbala und anderen esoterischen Strömungen. Ein oft zitiertes Beispiel sind die Lieder von König Salomo:
- 1 Kön 5,12 EU berichtet, dass der weise König Salomo 1.005 Lieder gedichtet hat. Dies entspricht der Summe des Zahlenwerts der hebräischen Buchstaben שיר למלך שלמה, welche „Lieder von König Salomo“ bedeuten.[5]